# محوطه کلندانی ۱
محوطه کلندانی ۱ مربوط به سده‌های میانه دوران‌های تاریخی پس از اسلام است و در شهرستان کنارک، بخش زرآباد، دهستان غربی، ۶۰۰ متری شمال روستای کلندانی واقع شده و این اثر در تاریخ ۲۶ اسفند ۱۳۸۷ با شمارهٔ ثبت ۲۵۸۹۶ به‌عنوان یکی از آثار ملی ایران به ثبت رسیده است.